# Iowa IndyCar 250/300

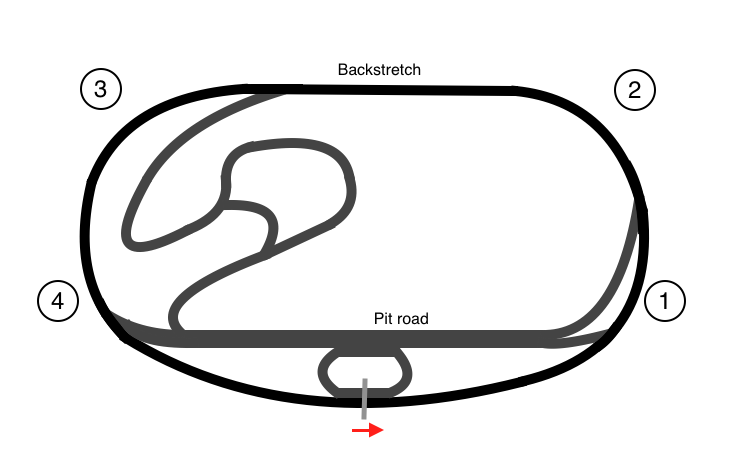
Die Rennstrecke in Iowa.

Das Iowa INDYCAR 250 und 300 sind Automobilrennen in Newton, Iowa, Vereinigte Staaten. Die Rennen sind seit 2007 im Rennkalender der IndyCar Series und werden jährlich auf dem Iowa Speedway (Oval) ausgetragen.

## Geschichte
Im Jahr 2007 wurde das Rennen auf dem Iowa Speedway in den Rennkalender der IndyCar Series aufgenommen. Die Distanzen haben sich teilweise in den verschiedenen Jahren unterschieden. 2020 fanden wegen der COVID-19-Pandemie zwei Rennen am gleichen Wochenende statt. 2022 kehrte die Veranstaltung nach einem Jahr Pause wieder in den IndyCar-Kalender zurück mit zwei Rennen an einem Wochenende, am Samstag wurde die Distanz über 218 Meilen (250 Runden) und am Sonntag 268 Meilen (300 Runden) absolviert.

### IndyCar seit 2007
| Jahr | Name                                                      | Distanz (mi) | Rd. |
| ---- | --------------------------------------------------------- | ------------ | --- |
| 2007 | Iowa Corn Indy 250 presented by Ethanol                   | 223,5        | 250 |
| 2008 | Iowa Corn Indy 250 presented by Ethanol                   | 223,5        | 250 |
| 2009 | Iowa Corn Indy 250 presented by Ethanol                   | 223,5        | 250 |
| 2010 | Iowa Corn Indy 250 presented by Ethanol                   | 223,5        | 250 |
| 2011 | Iowa Corn Indy 250 presented by Ethanol                   | 223,5        | 250 |
| 2012 | Iowa Corn Indy 250 presented by Ethanol                   | 223,5        | 250 |
| 2013 | Iowa Corn Indy 250 presented by DeKalb                    | 223,5        | 250 |
| 2014 | Iowa Corn Indy 300 presented by DeKalb                    | 268,2        | 300 |
| 2015 | Iowa Corn Indy 300                                        | 268,2        | 300 |
| 2016 | Iowa Corn Indy 300                                        | 268,2        | 300 |
| 2017 | Iowa Corn Indy 300                                        | 268,2        | 300 |
| 2018 | Iowa Corn Indy 300                                        | 268,2        | 300 |
| 2019 | Iowa Corn Indy 300                                        | 268,2        | 300 |
| 2020 | Iowa IndyCar 250s (Race 1)                                | 223,5        | 250 |
| 2020 | Iowa IndyCar 250s (Race 2)                                | 223,5        | 250 |
| 2022 | Hy-VeeDeals.com 250 presented by DoorDash (Race 1)        | 223,5        | 250 |
| 2022 | Hy-Vee Salute to Farmers 300 presented by Google (Race 2) | 268,2        | 300 |
| 2023 | Hy-Vee Homefront 250 presented by instacart (Race 1)      | 223,5        | 250 |
| 2023 | Hy-Vee Nestep 250 presented by GATORADE (Race 2)          | 223,5        | 250 |

## Ergebnisse
| Auflage | Jahr | Serie          | Sieger                                | Zweiter                              | Dritter                              | Pole-Position                         | Schnellste Runde                      |
| ------- | ---- | -------------- | ------------------------------------- | ------------------------------------ | ------------------------------------ | ------------------------------------- | ------------------------------------- |
| 01      | 2007 | IndyCar Series | Dario Franchitti (Dallara-Honda)      | Marco Andretti (Dallara-Honda)       | Scott Sharp (Dallara-Honda)          | Scott Dixon (Dallara-Honda)           | Hélio Castroneves (Dallara-Honda)     |
| 02      | 2008 | IndyCar Series | Dan Wheldon (Dallara-Honda)           | Hideki Mutoh (Dallara-Honda)         | Marco Andretti (Dallara-Honda)       | Scott Dixon (Dallara-Honda)           | Ryan Briscoe (Dallara-Honda)          |
| 03      | 2009 | IndyCar Series | Dario Franchitti (Dallara-Honda)      | Ryan Briscoe (Dallara-Honda)         | Hideki Mutoh (Dallara-Honda)         | Hélio Castroneves (Dallara-Honda)     | Hideki Mutoh (Dallara-Honda)          |
| 04      | 2010 | IndyCar Series | Tony Kanaan (Dallara-Honda)           | Hélio Castroneves (Dallara-Honda)    | E. J. Viso (Dallara-Honda)           | Will Power (Dallara-Honda)            | Dario Franchitti (Dallara-Honda)      |
| 05      | 2011 | IndyCar Series | Marco Andretti (Dallara-Honda)        | Tony Kanaan (Dallara-Honda)          | Scott Dixon (Dallara-Honda)          | Takuma Satō (Dallara-Honda)           | Alex Tagliani (Dallara-Honda)         |
| 06      | 2012 | IndyCar Series | Ryan Hunter-Reay (Dallara-Chevrolet)  | Marco Andretti (Dallara-Chevrolet)   | Tony Kanaan (Dallara-Chevrolet)      | Dario Franchitti (Dallara-Honda)      | Ed Carpenter (Dallara-Chevrolet)      |
| 07      | 2013 | IndyCar Series | James Hinchcliffe (Dallara-Chevrolet) | Ryan Hunter-Reay (Dallara-Chevrolet) | Tony Kanaan (Dallara-Chevrolet)      | Hélio Castroneves (Dallara-Chevrolet) | Ed Carpenter (Dallara-Chevrolet)      |
| 08      | 2014 | IndyCar Series | Ryan Hunter-Reay (Dallara-Honda)      | Josef Newgarden (Dallara-Honda)      | Tony Kanaan (Dallara-Chevrolet)      | Scott Dixon (Dallara-Chevrolet)       | Josef Newgarden (Dallara-Honda)       |
| 09      | 2015 | IndyCar Series | Ryan Hunter-Reay (Dallara-Honda)      | Josef Newgarden (Dallara-Chevrolet)  | Sage Karam (Dallara-Chevrolet)       | Hélio Castroneves (Dallara-Chevrolet) | Scott Dixon (Dallara-Chevrolet)       |
| 10      | 2016 | IndyCar Series | Josef Newgarden (Dallara-Chevrolet)   | Will Power (Dallara-Chevrolet)       | Scott Dixon (Dallara-Chevrolet)      | Simon Pagenaud (Dallara-Chevrolet)    | Josef Newgarden (Dallara-Chevrolet)   |
| 11      | 2017 | IndyCar Series | Hélio Castroneves (Dallara-Chevrolet) | J. R. Hildebrand (Dallara-Chevrolet) | Ryan Hunter-Reay (Dallara-Honda)     | Will Power (Dallara-Chevrolet)        | Hélio Castroneves (Dallara-Chevrolet) |
| 12      | 2018 | IndyCar Series | James Hinchcliffe (Dallara-Honda)     | Spencer Pigot (Dallara-Chevrolet)    | Takuma Satō (Dallara-Honda)          | Will Power (Dallara-Chevrolet)        | Will Power (Dallara-Chevrolet)        |
| 13      | 2019 | IndyCar Series | Josef Newgarden (Dallara-Chevrolet)   | Scott Dixon (Dallara-Honda)          | James Hinchcliffe (Dallara-Honda)    | Simon Pagenaud (Dallara-Chevrolet)    | Josef Newgarden (Dallara-Chevrolet)   |
| 14      | 2020 | IndyCar Series | Simon Pagenaud (Dallara-Chevrolet)    | Scott Dixon (Dallara-Honda)          | Oliver Askew (Dallara-Chevrolet)     | Conor Daly (Dallara-Chevrolet)        | Conor Daly (Dallara-Chevrolet)        |
| 15      | 2020 | IndyCar Series | Josef Newgarden (Dallara-Chevrolet)   | Will Power (Dallara-Chevrolet)       | Graham Rahal (Dallara-Honda)         | Josef Newgarden (Dallara-Chevrolet)   | Josef Newgarden (Dallara-Chevrolet)   |
| 16      | 2022 | IndyCar Series | Josef Newgarden (Dallara-Chevrolet)   | Patricio O’Ward (Dallara-Chevrolet)  | Will Power (Dallara-Chevrolet)       | Will Power (Dallara-Chevrolet)        | Will Power (Dallara-Chevrolet)        |
| 17      | 2022 | IndyCar Series | Patricio O’Ward (Dallara-Chevrolet)   | Will Power (Dallara-Chevrolet)       | Scott McLaughlin (Dallara-Chevrolet) | Will Power (Dallara-Chevrolet)        | Will Power (Dallara-Chevrolet)        |
| 18      | 2023 | IndyCar Series | Josef Newgarden (Dallara-Chevrolet)   | Scott McLaughlin (Dallara-Chevrolet) | Pato O’Ward (Dallara-Chevrolet)      | Will Power (Dallara-Chevrolet)        | Scott McLaughlin (Dallara-Chevrolet)  |
| 19      | 2023 | IndyCar Series | Josef Newgarden (Dallara-Chevrolet)   | Will Power (Dallara-Chevrolet)       | Alex Palou (Dallara-Honda)           | Will Power (Dallara-Chevrolet)        | Will Power (Dallara-Chevrolet)        |